# Alexander Giraldo
Alexander Giraldo (Cali, 4 de marzo de 1987) es un cineasta colombiano, reconocido principalmente por dirigir los largometrajes 180 segundos y Destinos.

## Biografía

### Inicios y estudios
Giraldo nació en la ciudad de Cali, Valle del Cauca. En esa ciudad ingresó en la Universidad del Valle para cursar estudios de Comunicación social. En 1997 inició su carrera como cineasta dirigiendo cortometrajes, documentales y vídeos musicales.

### Carrera
En 1998 realizó su primer cortometraje, titulado La noche del fin del mundo, seguido de 2 y 10 (2003), De pistolas, romances y maletas perdidas (2004), Fragmento fundamental (2005), Ruido blanco (2006), Cóctel molotov (2007), Ángeles y libélulas, Persistencia en el tiempo y Sueños de colores (2007), Victeria y Globuleo (2009) y Yo maté a Gaitán (2011).
En 2012 se estrenó su primer largometraje, 180 segundos, donde contó con la participación de actores colombianos como Manuel Sarmiento, Luis Fernando Montoya, Angélica Blandón y Harold De Vasten. La película fue exhibida en los festivales de Cartagena y Miami, logrando en este último una nominación en la categoría Ópera Prima Latinoamericana.
Dos años después realizó su segunda película, Destinos (conocida también como Tiempo perdido), en la que nuevamente con la colaboración de Angélica Blandón y Manuel Sarmiento. El largometraje, que relata las historias de cinco personas totalmente desconocidas, obtuvo nominaciones en cuatro categorías distintas en los Premios Macondo.
En 2020 desarrolló un telefilme documental acerca de la historia de la agrupación colombiana de heavy metal Kraken. Cuatro años después se estrenó en cines su película documental El titán, dedicada a la vida y obra del músico paisa Elkin Ramírez, líder de la mencionada agrupación.

## Filmografía

### Cortometrajes
- 1998 - La noche del fin del mundo
- 2003 - 2 y 10
- 2004 - De pistolas, romances y maletas perdidas
- 2005 - Fragmento fundamental
- 2006 - Ruido blanco
- 2007 - Cóctel molotov
- 2007 - Ángeles y libélulas
- 2007 - Persistencia en el tiempo
- 2007 - Sueños de colores
- 2009 - Victeria y Globuleo
- 2011 - Yo maté a Gaitán

### Largometrajes
- 2012 - 180 segundos
- 2015 - Destinos
- 2020 - Huella y camino: Kraken, la historia
- 2024 - El Titán